# Hess Oil and Chemical
Hess Oil and Chemical var ett amerikanskt företag som bildades på 1930-talet av Leon Hess i Jersey City som distribuerade eldningsolja. Företaget växte sig stort och började raffinera olja och marknadsförde sig på eldningsolja och andra petroleumprodukter som de sålde på bensinstationer. 1968 gick Hess Oil and Chemical och Amerada Petroleum Corporation ihop och blev Amerada Hess Corporation. sedan 2006 har företaget hetat Hess Corporation. Innan sammanslagningen 1968 utvecklade Hess Oil and Chemical raffinaderiet Hess Oil Virgin Islands Corporation; detta var då världens största raffinaderi.